# CR136 (Luxemburg)
De CR136 (Chemin Repris 136) is een verkeersroute in Luxemburg tussen Boudlerbach (N14) en Hersberg (CR137). De route heeft een lengte van ongeveer 8 kilometer.

## Routeverloop
De route begint in de plaats Boudlerbach en gaat vervolgens richting het noorden tussen de weilanden over een heuvelig landschap. Bij de plaats Brouch maakt de route voor een deel gebruik van de CR132 en bij Hemstal van de CR129. Na Hemstal gaat de route verder naar het noorden en stijgt daarbij gemiddeld met 6% naar de plaats Altrier toe. In dit gedeelte van de route ligt een haarspeldbocht. De route maakt in Altrier vervolgens gebruik van de CR136a en gaat daarna verder naar het noorden, waarbij het aansluiting geeft op de N11 E29. Nadat de route door Hersberg is gegaan, sluit het aan op de CR137.

## Plaatsen langs de CR136
- Boudlerbach
- Boudler
- Brouch
- Hemstal
- Altrier
- Hersberg

## CR136a
De CR136a is de oude route van de N11 door Altrier heen en heeft een lengte van ongeveer 1,1 kilometer. De N11 ligt tegenwoordig ten noorden om de plaats Altrier heen. In het verleden liep de N11 echter door Altrier heen. Nadat de weg was omgelegd kreeg de route door Altrier het wegnummer N11a. Sinds 1995 is de weg hernummerd naar CR136a. Aan het begin van de route ten westen van Altrier heeft de CR136a aansluiting op de N11 E29 en CR365. In Altrier maakt de CR136 voor een gedeelte gebruik van de CR136a, waarna de CR136a op een doodlopende weg eindigt vlak voor de N11 E29 ten oosten van Altrier. Tot in de jaren 10 van de 21e eeuw had de CR136a nog een aansluiting op de N11 E29 aan deze kant. Deze is opgeheven zodat het verkeer meer gebruik kon maken van de op- en afrit aan de CR136.
CR101 ·
CR102 ·
CR103 ·
CR104 ·
CR105 ·
CR106 ·
CR107 ·
CR108 ·
CR109 ·
CR110 ·
CR111 ·
CR112 ·
CR113 ·
CR114 ·
CR115 ·
CR116 ·
CR117 ·
CR118 ·
CR119 ·
CR120 ·
CR121 ·
CR122 ·
CR123 ·
CR124 ·
CR125 ·
CR126 ·
CR127 ·
CR128 ·
CR129 ·
CR130 ·
CR131 ·
CR132 ·
CR133 ·
CR134 ·
CR135 ·
CR136 ·
CR137 ·
CR138 ·
CR139 ·
CR140 ·
CR141 ·
CR142 ·
CR143 ·
CR144 ·
CR145 ·
CR146 ·
CR147 ·
CR148 ·
CR149 ·
CR150 ·
CR151 ·
CR152 ·
CR153 ·
CR154 ·
CR155 ·
CR156 ·
CR157 ·
CR158 ·
CR159 ·
CR160 ·
CR161 ·
CR162 ·
CR163 ·
CR164 ·
CR165 ·
CR166 ·
CR167 ·
CR168 ·
CR169 ·
CR170 ·
CR171 ·
CR172 ·
CR173 ·
CR174 ·
CR175 ·
CR176 ·
CR177 ·
CR178 ·
CR179 ·
CR180 ·
CR181 ·
CR182 ·
CR183 ·
CR184 ·
CR185 ·
CR186 ·
CR187 ·
CR188 ·
CR189 ·
CR190
CR200 ·
CR201 ·
CR202 ·
CR203 ·
CR204 ·
CR205 ·
CR206 ·
CR207 ·
CR208 ·
CR210 ·
CR211 ·
CR212 ·
CR213 ·
CR215 ·
CR216 ·
CR217 ·
CR218 ·
CR219 ·
CR220 ·
CR221 ·
CR222 ·
CR223 ·
CR224 ·
CR225 ·
CR226 ·
CR227 ·
CR228 ·
CR229 ·
CR230 ·
CR231 ·
CR232 ·
CR233 ·
CR234
CR301 ·
CR302 ·
CR303 ·
CR304 ·
CR305 ·
CR306 ·
CR307 ·
CR308 ·
CR309 ·
CR310 ·
CR311 ·
CR312 ·
CR313 ·
CR314 ·
CR315 ·
CR316 ·
CR317 ·
CR318 ·
CR319 ·
CR320 ·
CR321 ·
CR322 ·
CR323 ·
CR324 ·
CR325 ·
CR326 ·
CR327 ·
CR328 ·
CR329 ·
CR330 ·
CR331 ·
CR332 ·
CR333 ·
CR334 ·
CR335 ·
CR336 ·
CR337 ·
CR338 ·
CR339 ·
CR340 ·
CR341 ·
CR342 ·
CR343 ·
CR344 ·
CR345 ·
CR346 ·
CR347 ·
CR348 ·
CR349 ·
CR350 ·
CR351 ·
CR352 ·
CR353 ·
CR354 ·
CR355 ·
CR356 ·
CR357 ·
CR358 ·
CR359 ·
CR360 ·
CR361 ·
CR362 ·
CR364 ·
CR365 ·
CR366 ·
CR367 ·
CR368 ·
CR369 ·
CR370 ·
CR371 ·
CR372 ·
CR373 ·
CR374 ·
CR375 ·
CR376 ·
CR377 ·
CR378 ·
CR379
Routes die cursief vermeld staan, zijn voormalige routes.